# Membri della Legione dei Super-Eroi
La Legione dei Super-Eroi è un gruppo di supereroi dei fumetti pubblicati negli Stati Uniti d'America dalla DC Comics. Il gruppo, esordito nel 1958, ha avuto negli anni diverse versioni.

## Squadra originale (1958-1994)
Introdotta in Adventure Comics n. 247 (aprile 1958), la versione originale della squadra comparve in numerosi fumetti per 36 anni fino a Legione dei Super-Eroi vol. 4 n. 61 (settembre 1994). Si scoprì in Crisi finale: la Legione dei 3 mondi che questa versione della Legione abitava in un universo alternativo parallelo a quello presente nella continuità principale della DC.

### Membri fondatori
| Personaggio                      | Vero nome   | Pianeta natale | Note | Poteri                                                                      |
| -------------------------------- | ----------- | -------------- | --- | --------------------------------------------------------------------------- |
| Cosmic Boy (più avanti Polestar) | Rokk Krinn  | Braal          | Comparso per la prima volta in Adventure Comics n. 247 (aprile 1958). Si rivelò essere un membro fondatore in Superboy n. 147 (maggio/giugno 1968). | Manipolazione del magnetismo; controllo e generazione di campi magnetici.   |
| Lightning Lad                    | Garth Ranzz | Winath         | Comparso per la prima volta (come "Lightning Boy") in Adventure Comics n. 247 (aprile 1958). Si rivelò essere un membro fondatore in Superboy n. 147 (maggio/giugno 1968). Ucciso in battaglia contro Zaryan il Conquistatore in Adventure Comics n. 304 (gennaio 1963). Resuscitato in Adventure Comics n. 312 (settembre 1963). Secondo la retcon di Glorith, il suo corpo fu resuscitato con all'interno la mente di Proty, come rivelato in Legione dei Super-Eroi Annual Vol. 4 n. 3 (1992). | Manipolazione dell'elettricità; controllo e generazione di campi elettrici. |
| Saturn Girl                      | Imra Ardeen | Titano         | Comparsa per la prima volta in Adventure Comics n. 247 (aprile 1958). Si rivelò essere un membro fondatore in Superboy n. 147 (maggio/giugno 1968). | Telepatia; abilità di leggere e controllare le menti.                       |

### Membri della Silver Age
| Personaggio                                                                         | Vero nome                             | Pianeta natale | Note | Poteri |
| ----------------------------------------------------------------------------------- | ------------------------------------- | -------------- | --- | --- |
| Triplicate Girl (più avanti Duo Damsel)                                             | Luornu Durgo                          | Cargg          | Comparsa per la prima volta in Action Comics n. 276 (maggio 1961), già come membro. Si scoprì in Superboy n. 147 (maggio–giugno 1968) che era il quarto membro della Legione. Uno dei suoi tre corpi fu ucciso da Computo in Adventure Comics n. 340 (gennaio 1966). Un secondo corpo fu ucciso da Time Trapper in Legione dei Super-Eroi vol. 3 n. 50 (settembre 1988). Dopo la retcon di Glorith, il secondo decesso fu annullato, come rivelato in Legione dei Super-Eroi vol. 4 n. 42 (aprile 1993). | Abilità di dividersi in tre corpi; ridotta a due corpi dopo che uno dei suoi 3 sé fu ucciso. Successivamente acquisì l'abilità di creare campi di forza impenetrabili.                       |
| Phantom Girl (più avanti Phase)                                                     | Tinya Wazzo                           | Bgztl          | Comparsa per la prima volta in Action Comics n. 276 (maggio 1961), già come membro. Si scoprì in Superboy n. 147 (maggio–giugno 1968) che era il quinto membro della Legione. Sì unì alla L.E.G.I.O.N. in L.E.G.I.O.N. '89 n. 9 (novembre 1989), e successivamente assunse il nome in codice di Phase. Phase fu retconnessa come singolo individuo in L.E.G.I.O.N. '94 n. 70 (settembre 1994). | Intangibilità. |
| Superboy (retconnesso per essere il Superboy dell'universo in miniatura post-Crisi) | Kal-El (alias Clark Kent)             | Krypton        | Comparso per la prima volta in More Fun Comics n. 101 (gennaio/febbraio 1945). Si unì alla squadra in Adventure Comics n. 247 (aprile 1958). Morì evitando che Time Trapper distruggesse la Terra dell'Universo in miniatura in Legione dei Super-Eroi vol. 3 n. 38 (settembre 1987). | Vedi Poteri e abilità di Superman. |
| Chameleon Boy (più avanti Chameleon)                                                | Reep Daggle                           | Durla          | Comparso per la prima volta in Action Comics n. 267 (agosto 1960), già come membro. Si unì ai Batch SW6/il team di Nuova Terra in Legione dei Super-Eroi vol. 4 n. 41 (marzo 1993). | Mutaforma. |
| Colossal Boy                                                                        | Gim Allon                             | Terra          | Comparso per la prima volta in Action Comics n. 267 (agosto 1960), già come membro. | Abilità di crescere fino a dimensioni gigantesche. |
| Invisible Kid                                                                       | Lyle Norg                             | Terra          | Comparso per la prima volta in Action Comics n. 267 (agosto 1960), già come membro. Ucciso da Validus in Superboy e la Legione dei Super-Eroi n. 203 (luglio–agosto 1974). | Invisibilità ad occhio nudo. |
| Star Boy                                                                            | Thom Kallor                           | Xanthu         | Comparso per la prima volta in Adventure Comics n. 282 (marzo 1961), già come membro. | Abilità di incrementare la massa degli oggetti; per un breve periodo ebbe dei poteri simili a quelli di Superboy.                                                                            |
| Kid Quantum                                                                         | "James Cullen"                        | Antares        | Comparso per la prima volta in Legione dei Super-Eroi vol. 4 n. 33 (settembre 1992). Si unì alla squadra prima di Brainiac 5 e Laurel Gand (secondo la retcon di Glorith). Si unì ai Batch SW6/la squadra di Nuova Terra in Legionnaires n. 12 (marzo 1994). | Abilità di generare campi statici. |
| Brainiac 5 (più avanti B-5)                                                         | Querl Dox                             | Colu           | Comparso e unito alla squadra per la prima volta in Action Comics n. 276 (maggio 1961). | Intelligenza di 12º livello. |
| Supergirl                                                                           | Kara Zor-El (alias Linda Lee Danvers) | Krypton        | Comparsa per la prima volta in Action Comics n. 252 (maggio 1959). Si unì alla squadra in Action Comics n. 276 (maggio 1961). Uccisa dall'Anti-Monitor in Crisi sulle Terre Infinite n. 7 (ottobre 1985). | Vedi Poteri e abilità di Superman. |
| Laurel Gand                                                                         |                                       | Daxam          | Comparsa per la prima volta in Legione dei Super-Eroi vol. 4 n. 6 (aprile 1990). Rimpiazzò Supergirl nella continuità dopo la retcon di Glorith. Morì in Legione dei Super-Eroi vol. 4 n. 59 (luglio 1994), a causa delle ferite riportate nella lotta ai Khunds. | Stessi poteri dei kryptoniani, unica differenza è la vulnerabilità al piombo invece che alla Kryptonite; vedi Poteri e abilità di Superman.                                                  |
| Sun Boy                                                                             | Dirk Morgna                           | Terra          | Comparso per la prima volta in Action Comics n. 276 (maggio 1961). Si unì alla squadra prima di Adventure Comics n. 290 (novembre 1961). Ucciso da Circe Morì in Legione dei Super-Eroi vol. 4 n. 36 (tardo novembre 1992), in un atto di eutanasia. | Generazione di luce e calore. |
| Shrinking Violet (più avanti Virus)                                                 | Salu Digby                            | Imsk           | Comparsa per la prima volta in Action Comics n. 276 (maggio 1961). Si unì alla squadra prima di Adventure Comics n. 290 (novembre 1961). | Abilità di rimpicciolirsi a dimensioni microscopiche. |
| Bouncing Boy                                                                        | Chuck Taine                           | Terra          | Comparso per la prima volta in Action Comics n. 276 (maggio 1961). Si unì alla squadra prima di Action Comics n. 287 (aprile 1962). | Super-rimbalzo. |
| Ultra Boy (più avanti Emerald Dragon)                                               | Jo Nah                                | Rimbor         | Comparso per la prima volta e unito alla squadra in Superboy n. 98 (luglio 1962). | Superforza, supervelocità, volo, invulnerabilità, visione flash, e "penetra-visione" (tutti approssimativamente a livelli kryptoniani), ma ognuno di questi si può utilizzare uno per volta. |
| Mon-El (rinominato Valor dopo la retcon di Glorith)                                 | Lar Gand                              | Daxam          | Comparso per la prima volta e inviato nella Zona Fantasma in Superboy n. 89 (giugno 1961). Si unì alla squadra in Adventure Comics n. 300 (settembre 1962). Liberato dalla Zona Fantasma dopo più di 1000 anni in Adventure Comics n. 305 (febbraio 1963). Morì in Legione dei Super-Eroi vol. 3 n. 61 (giugno 1989), a causa delle ferite riportate durante il combattimento contro Time Trapper. Resuscitato in Legione dei Super-Eroi vol. 4 n. 3 (gennaio 1990) La sua storia personale fu significativamente aggiornata dopo la retcon di Glorith, come rivelato in Legione dei Super-Eroi vol. 4 Annual n. 2 (1991). | Stessi poteri dei kryptoniani, unica variante è che è vulnerabile a piombo invece che alla Kryptonite; vedi Poteri e abilità di Superman.                                                    |
| Matter Eater Lad                                                                    | Tenzil Kem                            | Bismoll        | Comparso per la prima volta e unito alla squadra in Adventure Comics n. 303 (dicembre 1962). | Può mangiare ogni sostanza. |
| Element Lad (ex Mystery Lad)                                                        | Jan Arrah                             | Trom           | Comparso per la prima volta e unito alla squadra in Adventure Comics n. 307 (aprile 1963). | Trasmutazione elementale. |
| Lightning Lass (anche Light Lass e Pulse)                                           | Ayla Ranzz                            | Winath         | Comparsa per la prima volta e unita alla squadra in Adventure Comics n. 308 (maggio 1963). | Manipolazione dell'elettricità; controllo e generazione di campi elettrici. Successivamente negazione della gravità, per poi riottenere i suoi poteri originali.                             |
| Dream Girl                                                                          | Nura Nal                              | Naltor         | Comparsa per la prima volta e unita alla squadra in Adventure Comics n. 317 (febbraio 1964). | Precognizione. |
| Ferro Lad                                                                           | Andrew Nolan                          | Terra          | Comparso per la prima volta e unito alla squadra in Adventure Comics n. 346 (luglio 1966). Morì distruggendo il Mangiatore di Soli in Adventure Comics n. 353 (febbraio 1967). | Abilità di trasformarsi in ferro, cosa che gli procurò anche forza super umana e invulnerabilità.                                                                                            |
| Karate Kid                                                                          | Val Armorr                            | Terra          | Comparso per la prima volta e unito alla squadra in Adventure Comics n. 346 (luglio 1966). Ucciso durante la battaglia contro Nemesis Kid in Legione dei Super-Eroi vol. 3 n. 4 (novembre 1984). | Maestria in tutte le arti marziali conosciute. |
| Principessa Projectra (più avanti Regina Projectra e Sensor Girl)                   | Projectra Wind'zzor                   | Orando         | Comparsa per la prima volta e unita alla squadra in Adventure Comics n. 346 (luglio 1966). | Generazione di illusioni. Come Sensor Girl, controllo su tutti e cinque i sensi sia suoi che altrui e alcuni poteri di super vista.                                                          |
| Shadow Lass                                                                         | Tasmia Mallor                         | Talok VIII     | La sua versione alternativa (nota come "Shadow Woman") comparve per la prima volta come un membro futuro deceduto in Adventure Comics n. 354 (marzo 1967). La sua versione canonica comparve per la prima volta in Adventure Comics n. 365 (febbraio 1968). Si unì alla squadra in Adventure Comics n. 366 (marzo 1968). | Shadow-casting. |
| Chemical King                                                                       | Condo Arlik                           | Phlon          | Menzionato per la prima volta come un membro futuro deceduto sulla copertina di Adventure Comics n. 354 (marzo 1967). Si unì alla squadra in Adventure Comics n. 372 (settembre 1968). Morì prevenendo la Settima Guerra Mondiale in Superboy e la Legione dei Super-Eroi n. 228 (giugno 1977). | Controllo su tutti i tipi di reazioni chimiche. |
| Timber Wolf (più avanti Furball)                                                    | Brin Londo                            | Zoon           | Comparso per la prima volta (come "Lone Wolf") in Adventure Comics n. 327 (dicembre 1964). Si unì alla squadra in Adventure Comics n. 372 (settembre 1968). | Agilità e forza super umane. Successivamente ottenne artigli e zanne, super sensi, e guarigione accelerata.                                                                                  |

### Membri della "Bronze Age"
| Personaggio                      | Vero nome                  | Pianeta natale          | Note | Poteri |
| -------------------------------- | -------------------------- | ----------------------- | --- | --- |
| Wildfire (più avanti NRG)        | Drake Burroughs            | Terra                   | Comparso per la prima volta (come "ERG-1") in Superboy n. 195 (giugno 1973). Si unì alla squadra in Superboy n. 202 (maggio/giugno 1974). | Manipolazione e emissione di energia, volo. |
| Tyroc                            | Troy Stewart               | Terra (Isola di Marzal) | Comparso per la prima volta in Superboy n. 216 (aprile 1976). Si unì alla squadra in Superboy n. 218 (luglio 1976). | Poteri sonici che creano effetti inusuali. |
| Dawnstar (più avanti Bounty)     |                            | Starhaven               | Comparsa per la prima volta in Superboy n. 226 (aprile 1977). Si unì alla squadra in Superboy n. 229 (luglio 1977). | Monitoraggio interstellare, volo e viaggio nello spazio senza aiuto esterno.                                                                      |
| Blok                             |                            | Dryad                   | Comparso per la prima volta come criminale in Superboy e la Legione dei Super-Eroi n. 253 (luglio 1979). Si unì alla squadra in Legione dei Super-Eroi vol. 2 n. 272 (febbraio 1981). Ucciso da Roxxas in Legione dei Super-Eroi vol. 4 n. 3 (gennaio 1990). | Forza super umana e resistenza fisica; assorbimento dell'energia.                                                                                 |
| Invisible Kid                    | Jacques Foccart            | Terra                   | Comparso per la prima volta e unito alla squadra in Legione dei Super-Eroi vol. 2 Annual n. 1 (1982). | Invisibilità ad occhio nudo e alla maggior parte delle forme di individuazione.                                                                   |
| Strega Bianca (più avanti Jewel) | Mysa Nal                   | Naltor                  | Comparsa per la prima volta (come "La Megera") in Adventure Comics n. 350 (novembre 1966). Si unì alla squadra in Legione dei Super-Eroi vol. 2 n. 294 (dicembre 1982).                                                                                      | Incantesimi. |
| Magnetic Kid                     | Pol Krinn                  | Braal                   | Comparso per la prima volta in Adventure Comics n. 335 (agosto 1965). Si unì alla squadra in Legione dei Super-Eroi vol. 3 n. 14 (settembre 1985). Uccisa dall'ArciMago in Legione dei Super-Eroi vol. 3 n. 62 (luglio 1989).                                | Manipolazione del magnetismo; abilità di generare e controllare i campi magnetici.                                                                |
| Polar Boy                        | Brek Bannin                | Tharr                   | Comparso per la prima volta in Adventure Comics n. 306 (marzo 1963). Si unì alla squadra in Legione dei Super-Eroi vol. 3 n. 14 (settembre 1985). | Manipolazione del freddo; abilità di assorbire il calore e produrre il freddo.                                                                    |
| Quislet                          | (un gligo impronunciabile) | Teall                   | Comparso per la prima volta e si unì alla squadra in Legione dei Super-Eroi vol. 3 n. 14 (settembre 1985). | Essere energetico con l'abilità di animare e abitare oggetti inanimati, che quindi si disintegrano dopo che la coscienza di Quislet li abbandona. |
| Tellus                           | Ganglios                   | Hyrakius                | Comparso per la prima volta in Legione dei Super-Eroi vol. 3 n. 9 (aprile 1985). Si unì alla squadra in Legione dei Super-Eroi vol. 3 n. 14 (settembre 1985).                                                                                                | Telepatia e telecinesi. |

### Membri post-Crisi sulle Terre Infinite

#### Membri durante "Five Year Gap"
Molti di questi individui furono generalmente raffigurati solo in forma di flashback, e spesso le informazioni riguardanti le loro occupazioni sono strettamente limitate.
| Personaggio     | Vero nome                | Pianeta natale | Note | Poteri                                                                                                   |
| --------------- | ------------------------ | -------------- | --- | --- |
| Calamity King   | E. Davis Ester           | Touston        | Comparso per la prima volta in Adventure Comics n. 342 (marzo 1966) | Abilità di causa incidenti e disastri.                                                                   |
| Chlorophyll Kid | Ral Benem                | Mardru         | Comparso per la prima volta in Adventure Comics n. 306 (marzo 1963) | Abilità di far crescere le piante in brevissimo tempo.                                                   |
| Color Kid       | Ulu Vakk                 | Lupra          | Comparso per la prima volta in Adventure Comics n. 342 (marzo 1966) | Abilità di cambiare il colore degli oggetti e degli organismi.                                           |
| Crystal Kid     | Bobb Kohan               | Terra          | Comparso per la prima volta in Legione dei Super-Eroi vol. 2 n. 272 (febbraio 1981). Menzionato per la prima volta come membro in Legione dei Super-Eroi vol. 4 n. 28 (aprile 1992). | Creazione di strutture di cristallo.                                                                     |
| Echo            | Myke-4 Astor             | Calish-Aetia   | Menzionato per la prima volta come membro in Legione dei Super-Eroi vol. 4 n. 28 (aprile 1992). | Manipolazione del suono.                                                                                 |
| Fire Lad        | Staq Mavlen              | Shwar          | Comparso per la prima volta in Adventure Comics n. 306 (marzo 1963) | Abilità respirare il fuoco.                                                                              |
| Impulse         | Richard Kent Shakespeare | Terra          | Comparso per la prima volta in Legione dei Super-Eroi vol. 4 n. 12 (ottobre 1990), già come membro. | Superforza, velocità e resistenza incrementate, conoscenza medica.                                       |
| Infectious Lass | Drura Sepht              | Somahtur       | Comparsa per la prima volta in Superboy n. 201 (aprile 1974) | Generazione spontanea di malattie infettive.                                                             |
| Karate Kid II   | Myg                      | Lythyl         | Comparso per la prima volta in Legione dei Super-Eroi vol. 3 n. 13 (agosto 1985). Menzionato per la prima volta come membro in Legione dei Super-Eroi vol. 4 n. 40 (febbraio 1993). | Maestria in tutte le forme di arti marziali conosciute.                                                  |
| Nightwind       | Berta Skye Haris         | Terra          | Comparsa per la prima volta in Legione dei Super-Eroi vol. 2 n. 272 (febbraio 1981). Uccisa dall'armata Khund in Legione dei Super-Eroi vol. 4 n. 15 (febbraio 1991). | Abilità di generare e controllare il vento.                                                              |
| Porcupine Pete  | Peter Dursin             | Terra          | Comparso per la prima volta in Superboy n. 201 (marzo–aprile 1974) | Abilità di generare lanciare aculei dal suo corpo.                                                       |
| Reflecto        | Stig Ah                  | Rimbor         | Menzionato per la prima volta come membro deceduto sulla copertina di Adventure Comics n. 354 (marzo 1967). Prima vera comparsa in Legione dei Super-Eroi vol. 2 n. 277 (luglio 1981). Successivamente descritto come l'identità alternativa di Superboy sotto amnesia. Retconnesso come un distinto membro individuale in Legione dei Super-Eroi vol. 4 n. 44 (maggio 1993). | Riflette attacchi energetici e fisici alla loro fonte.                                                   |
| Stone Boy       | Dag Wentim               | Zwen           | Comparso per la prima volta in Adventure Comics n. 306 (marzo 1963). | Abilità di tramutarsi in una statua di pietra.                                                           |
| Storm Boy       | Myke Chypurz             | Terra          | Comparso per la prima volta in Adventure Comics n. 301 (ottobre 1962). | Creò della tecnologia che poteva causare tempeste e un controllo limitato sul clima; nessun vero potere. |
| Visi-Lad        | Rhent Ustin              | Terra          | Comparso per la prima volta in Legione dei Super-Eroi vol. 3 n. 3. | Possedeva vista telescopica, microscopica, ipnotica e calorifica.                                        |

#### Entrati in squadra dopo la "Five Year Gap"
| Personaggio                   | Vero nome                                 | Pianeta natale | Note | Poteri |
| ----------------------------- | ----------------------------------------- | -------------- | --- | --- |
| Kono                          | Brita An'nan                              | Sklar          | Comparsa per la prima volta in Legione dei Super-Eroi vol. 4 n. 2 (dicembre 1989); si unì alla squadra in Legione dei Super-Eroi vol. 4 n. 12 (ottobre 1990).                                              | Poteri di alterazione della massa le permettono di tramutare sé stessa e gli altri in immateriali o superdensi. |
| Neon                          | Celeste McCauley (alias Celeste Rockfish) | Terra          | Comparsa per la prima volta in Legione dei Super-Eroi vol. 4 n. 6 (aprile 1990). | Imbevuta delle antiche energie di Lanterna Verde.                                                               |
| Reflex                        | Devlin O'Ryan                             | Terra          | Comparso per la prima volta in Legione dei Super-Eroi vol. 4 n. 6 (aprile 1990); si unì alla squadra in Legione dei Super-Eroi vol. 4 n. 40 (febbraio 1993).                                               | Riflette attacchi fisici ed energici alla loro fonte.                                                           |
| Veilmist                      | n/a                                       | Khundia        | Comparso per la prima volta e unito alla squadra in Legione dei Super-Eroi vol. 4 n. 44 (giugno 1993). Ucciso da Firefist in Legione dei Super-Eroi vol. 4 n. 58 (giugno 1994).                            | Teletrasporto.                                                                                                  |
| Firefist                      | n/a                                       | Khundia        | Comparso per la prima volta e unito alla squadra in Legione dei Super-Eroi vol. 4 n. 44 (giugno 1993). | Forza e velocità aumentata ciberneticamente e un blaster montato sul braccio.                                   |
| Blood Claw                    | n/a                                       | Khundia        | Comparso per la prima volta e unito alla squadra in Legione dei Super-Eroi vol. 4 n. 44 (giugno 1993). Ucciso in Legione dei Super-Eroi vol. 4 n. 46 (agosto 1993) dal cadavere rianimato di Magnetic Kid. | Superforza e artigli taglienti come rasoi aggiunti ciberneticamente.                                            |
| Flederweb                     | n/a                                       | Sconosciuto    | Comparve per la prima volta e si unì alla squadra in Legione dei Super-Eroi vol. 4 n. 44 (giugno 1993). | Ali da pipistrello innestate ciberneticamente e adesione ai muri.                                               |
| Spider Girl (più avanti Wave) | Sussa Paka                                | Terra          | Comparsa per la prima volta in Adventure Comics n. 323 (agosto 1964). Si unì alla squadra in Legione dei Super-Eroi vol. 4 n. 54 (febbraio 1994).                                                          | Capelli prensili superforti.                                                                                    |

### Membri onorari e riserve
| Personaggi                | Vero nome   | Pianeta natale | Note | Poteri                                                                        |
| ------------------------- | ----------- | -------------- | --- | ----------------------------------------------------------------------------- |
| Pete Ross                 |             | Terra          | Comparve per la prima volta in Superboy n. 86 (gennaio 1961). Gli fu conferito il titolo di Legionario onorario in Superboy n. 98 (luglio 1962), per aver protetto l'identità segreta di Superboy senza che nessuno lo sapesse (Superboy incluso). Ucciso dal Generale Zod, Quex-Ul e Zaora in Superman vol. 2 n. 22 (ottobre 1988). | Nessuno.                                                                      |
| Kid Psycho                | Gnill Opril | Hajor          | Comparso per la prima volta e divenne membro di riserva in Superboy n. 125 (dicembre 1965). Morì in Crisi sulle Terre Infinite n. 3 (giugno 1985). | Poteri psicocinetici che accorciano la sua vita ogni volta che vengono usati. |
| Insect Queen              | Lana Lang   | Terra          | Comparsa per la prima volta in Superboy n. 10 (settembre–ottobre 1950); divenne membro onorario in Adventure Comics n. 355 (aprile 1967). Uccisa dal General Zod, Quex-Ul e Zaora, come rivelato in Superman vol. 2 n. 22 (ottobre 1988).                                                                                            | Possiede un anello in grado di tramutarla in un insetto o in vari artropodi.  |
| Elastic Lad               | Jimmy Olsen | Terra          | Prima piena comparsa in Superman n. 13 (novembre–dicembre 1941); divenne membro onorario in Superman's Pal Jimmy Olsen n. 72 (ottobre 1963). | Elasticità.                                                                   |
| Rond Vidar/Lanterna Verde | Rond Vidar  | Terra          | Comparso per la prima volta in Adventure Comics n. 349 (ottobre 1966); divenne membro onorario in Adventure Comics n. 360 (settembre 1967). SI rivelò essere una Lanterna Verde in Legione dei Super-Eroi vol. 3 n. 50 (settembre 1988).                                                                                             | Nessuno. Più avanti rivelò di possedere un anello del potere.                 |

### Membri espulsi
| Personaggio           | Vero nome    | Pianeta natale | Note | Poteri                                                                           |
| --------------------- | ------------ | -------------- | --- | -------------------------------------------------------------------------------- |
| "False Pretenses Lad" | Jan Jor      |                | Si unì alla squadra in Adventure Comics n. 327 (dicembre 1964) sotto mentite spoglie al fine di avere accesso al Mission Monitor Board. |                                                                                  |
| Command Kid           | Jeem Rehtu   | Preztor        | Sotto "possesso demoniaco" segreto; si unì alla squadra in Adventure Comics n. 328 (gennaio 1965) al fine di smantellare la Legione. Fu respinto quando il demone fu esorcizzato, lasciandolo senza poteri.                                                                        | Capace di indurre allucinazioni.                                                 |
| Dynamo Boy            | Vorm         | Nuova Tortuga  | Si unì alla squadra in Adventure Comics n. 330 (marzo 1965) al fine di infiltrarsi nella Legione. | Utilizzò una cintura per simulare la creazione di energia.                       |
| Nemesis Kid           | Hart Druiter | Myar           | Comparso per la prima volta e unito alla squadra in Adventure Comics n. 346 (luglio 1966). Scoperto come traditore in Adventure Comics n. 347 (agosto 1966) ed espulso dopo quel numero. Giustiziato dalla Regina Projectra in Legione dei Super-Eroi vol. 3 n. 5 (dicembre 1984). | Adattava spontaneamente i poteri al fine di sconfiggere ogni singolo avversario. |
| Star Boy              | Thom Kallor  | Xanthu         | Espulso in Adventure Comics n. 342 (marzo 1966) per aver ucciso Kenz Nuhor per auto-difesa. Riammesso in squadra in Adventure Comics n. 351 (dicembre 1966). | Abilità di incrementare la mass degli oggetti.                                   |

### Batch SW6/squadra di Nuova Terra
Introdotta in Legione dei Super-Eroi vol. 4 n. 24 (dicembre 1991), i "Batch SW6" erano una versione adolescente della Legione originale (i cui membri avevano tutti raggiunto l'età adulta), che comparvero nella continuità originale fino a Legione dei Super-Eroi vol. 4 n. 61 (settembre 1994). La sua lista di membri era equivalente a quella originale immediatamente dopo il primo incontro della Legione con Universo, con Valor e Laurel Gand rimpiazzanti Superboy, Mon-El e Supergirl (e con tutti e tre i corpi di Triplicate Girl intatti). Infine, i membri di questa squadra si rivelarono essere duplicati di un paradosso temporale dei Legionari originali creati da Time Trapper. In più, vi si unirono altri cinque membri non-SW6: Danielle Foccart, Dragonmage, Catspaw, Kid Quantum, e l'adulto Reep Daggle (Chameleon). Fu rivelato in Crisi finale:  la Legione dei 3 mondi n. 5 (settembre 2009) che questa versione della squadra abitava in un universo parallelo alternativo a quello presente nella continuità corrente della DC.
| Personaggio                  | Vero nome           | Pianeta natale            | Note | Poteri |
| ---------------------------- | ------------------- | ------------------------- | --- | --- |
| Cosmic Boy                   | Rokk Krinn          | Braal                     | Introdotto in Legione dei Super-Eroi vol. 4 n. 24 (dicembre 1991). | Manipolazione del magnetismo; controllo e generazione di campi magnetici. |
| Live Wire (ex Lightning Lad) | Garth Ranzz         | Winath                    | Introdotto in otto in Legione dei Super-Eroi vol. 4 n. 24 (dicembre 1991). | Manipolazione dell'elettricità; controllo e generazione di campi elettrici. |
| Saturn Girl                  | Imra Ardeen         | Titano                    | Introdotta in Legione dei Super-Eroi vol. 4 n. 24 (dicembre 1991). | Telepatia; abilità di leggere e controllare le menti. |
| Triad (ex Triplicate Girl)   | Luornu Durgo        | Cargg                     | Introdotta in Legione dei Super-Eroi vol. 4 n. 24 (dicembre 1991). | Abilità di dividersi in tre corpi. |
| Apparition (ex Phantom Girl) | Tinya Wazzo         | Bgztl                     | Introdotta in Legione dei Super-Eroi vol. 4 n. 24 (dicembre 1991). | Intangibilità. |
| Chameleon Boy                | Reep Daggle         | Durla                     | Introdotto in Legione dei Super-Eroi vol. 4 n. 24 (dicembre 1991). Ucciso mentre combatteva le truppe del Dominio in Legione dei Super-Eroi vol. 4 n. 32 (agosto 1992).                                                                       | Mutaforma. |
| Leviatano (ex Colossal Boy)  | Gim Allon           | Terra                     | Introdotto in Legione dei Super-Eroi vol. 4 n. 24 (dicembre 1991). | Abilità di ingrandirsi a taglie gigantesche. |
| Invisible Kid                | Lyle Norg           | Terra                     | Introdotto in Legione dei Super-Eroi vol. 4 n. 24 (dicembre 1991). | Invisibilità ad occhio nudo. |
| Brainiac 5                   | Querl Dox           | Colu                      | Introdotto in Legione dei Super-Eroi vol. 4 n. 24 (dicembre 1991). | Intelligenza di 12º livello. |
| Andromeda                    | Laurel Gand         | Daxam                     | Introdotta in Legione dei Super-Eroi vol. 4 n. 24 (dicembre 1991). | Vedi Poteri e abilità di Superman, ma con la vulnerabilità al piombo invece che alla Kryptonite. |
| Inferno (ex Sun Boy)         | Dirk Morgna         | Terra                     | Introdotto in Legione dei Super-Eroi vol. 4 n. 24 (dicembre 1991). | Generazione di luce e calore. |
| Shrinking Violet             | Salu Digby          | Imsk                      | Introdotta in Legione dei Super-Eroi vol. 4 n. 24 (dicembre 1991). | Abilità di rimpicciolirsi a dimensioni microscopiche. |
| Ultra Boy                    | Jo Nah              | Rimbor                    | Introdotto in Legione dei Super-Eroi vol. 4 n. 24 (dicembre 1991). | Superforza, supervelocità, volo, invulnerabilità, vista flash, e "penetra-visione" (tutte approssimativamente a livello di potere kryptoniano), ma ognuno di essi può essere utilizzato uno per volta. |
| Valor                        | Lar Gand            | Daxam                     | Introdotto in Legione dei Super-Eroi vol. 4 n. 24 (dicembre 1991). Scomparve dalla linea principale in Legione dei Super-Eroi vol. 4 n. 37 (primi di dicembre 1992). Rimpiazzò la sua controparte del XX secolo in Valor n. 19 (maggio 1994). | Stessi poteri dei Kryptoniani, ma con vulnerabilità al piombo invece che alla Kryptonite; vedi Poteri e abilità di Superman.                                                                           |
| Matter Eater Lad             | Tenzil Kem          | Bismoll                   | Introdotto in Legione dei Super-Eroi vol. 4 n. 24 (dicembre 1991). | Può ingerire ogni sostanza. |
| Alchemist (ex Element Lad)   | Jan Arrah           | Trom                      | Introdotto in Legione dei Super-Eroi vol. 4 n. 24 (dicembre 1991). | Trasmutazione elementale. |
| Gossamer (ex Light Lass)     | Ayla Ranzz          | Winath                    | Introdotta in Legione dei Super-Eroi vol. 4 n. 24 (dicembre 1991). | Negazione della gravità. |
| Ferro (ex Ferro Lad)         | Andrew Nolan        | Terra                     | Introdotto in Legione dei Super-Eroi vol. 4 n. 24 (dicembre 1991). | Abilità di trasformare il suo corpo in ferro, cosa che gli fornì anche superforza e invulnerabilità.                                                                                                   |
| Karate Kid                   | Val Armorr          | Terra                     | Introdotto in Legione dei Super-Eroi vol. 4 n. 24 (dicembre 1991). Ucciso combattendo le truppe del Dominio in Legione dei Super-Eroi vol. 4 n. 32 (agosto 1992).                                                                             | Maestria in ogni arte marziale conosciuta. |
| Princess Projectra           | Projectra Wind'zzor | Orando                    | Introdotto in Legione dei Super-Eroi vol. 4 n. 24 (dicembre 1991). Uccisa combattendo le truppe del Dominio in Legione dei Super-Eroi vol. 4 n. 32 (agosto 1992).                                                                             | Generazione di illusioni. |
| Chameleon (ex Chameleon Boy) | Reep Daggle         | Durla                     | Versione adulta di Chameleon Boy; comparve per la prima volta in Action Comics n. 267 (agosto 1960). Si unì ai Batch SW6/squadra di Nuova Terra in Legione dei Super-Eroi vol. 4 n. 41 (marzo 1993).                                          | Mutaforma. |
| Catspaw                      | April Dumaka        | Terra                     | Introdotta in Legione dei Super-Eroi vol. 4 n. 33 (settembre 1992). Si unì alla squadra in Legione dei Super-Eroi vol. 4 n. 41 (marzo 1993).                                                                                                  | Abilità e fisico somigliante a un felino. |
| Computo II                   | Danielle Foccart    | Terra                     | Comparsa per la prima volta in Legione dei Super-Eroi vol. 2 Annual n. 1 (1982). Si unì alla squadra in Legione dei Super-Eroi vol. 4 n. 41 (marzo 1993).                                                                                     | Può interfacciarsi con computer e meccanismi. |
| Dragonmage                   | Xao Jin             | Nuova Colonia di Shanghai | Introdotto in Legione dei Super-Eroi vol. 4 n. 33 (settembre 1992). Si unì alla squadra in Legione dei Super-Eroi vol. 4 n. 41 (marzo 1993).                                                                                                  | Può lanciare incantesimi. |
| Kid Quantum                  | ”James Cullen”      | Antares                   | Introdotto in Legione dei Super-Eroi vol. 4 n. 33 (settembre 1992). Si unì ai Batch SW6/squadra di Nuova Terra in Legionnaires n. 12 (marzo 1994).                                                                                            | Abilità di creare campi di stasi. |
| Bouncing Boy                 | Chuck Taine         | Terra                     | Contrattempo di Ora Zero. Comparve in Legionnaires n. 16 (luglio 1994). | Super-rimbalzo. |
| Star Boy                     | Thom Kallor         | Xanthu                    | Contrattempo di Ora Zero. Comparve in Legionnaires n. 16 (luglio 1994). | Abilità di incrementare la massa degli oggetti. |
| Dream Girl                   | Nura Nal            | Naltor                    | Contrattempo di Ora Zero. Comparve in Legionnaires n. 16 (luglio 1994). | Precognizione. |

## Membri Post-seconda versione (1994–2004)
Questa versione della Legione emerse dopo gli eventi di Ora Zero, e comparve per la prima volta in Legione dei Super-Eroi vol. 4 n. 0 (ottobre 1994). Si rivelò in Crisi infinita n. 6 (maggio 2006) che questa versione della squadra abita la Terra 247.

### Membri fondatori
| Personaggio | Vero nome   | Pianeta natale | Note | Poteri                                                                      |
| ----------- | ----------- | -------------- | --- | --------------------------------------------------------------------------- |
| Cosmic Boy  | Rokk Krinn  | Braal          | Cofondatore della squadra in Legione dei Super-Eroi vol. 4 n. 0 (ottobre 1994). | Manipolazione del magnetismo; controllo e generazione di campi magnetici.   |
| Saturn Girl | Imra Ardeen | Titano         | Cofondatore della squadra in Legione dei Super-Eroi vol. 4 n. 0 (ottobre 1994). | Telepatia; abilità di leggere e controllare le menti.                       |
| Live Wire   | Garth Ranzz | Winath         | Controparte Post-revisione di Lightning Lad. Cofondatore della squadra in Legione dei Super-Eroi vol. 4 n. 0 (ottobre 1994). Ucciso combattendo Element Lad in Legion Lost vol. 1 n. 12 (aprile 2001) Resuscitato nel corpo di Element Lad in The Legion n. 25 (dicembre 2003). Il suo corpo originale fu ricostituito in Crisi finale: la Legione dei 3 mondi n. 3 (aprile 2009). | Manipolazione dell'elettricità; controllo e generazione di campi elettrici. |

### Pre-bozza
| Personaggio | Vero nome    | Pianeta natale | Note | Poteri                             |
| ----------- | ------------ | -------------- | --- | ---------------------------------- |
| Triad       | Luornu Durgo | Cargg          | Controparte Post-revisione di Triplicate Girl. Si unì alla squadra in Legionnaires n. 0 (ottobre 1994). | Abilità di dividersi in tre corpi. |
| Apparition  | Tinya Wazzo  | Bzgtl          | Controparte Post-revisione di Phantom Girl. Si unì alla squadra in Legionnaires n. 0 (ottobre 1994). Si scoprì in Legione dei Super-Eroi vol. 4 n. 100 (gennaio 1998) che uno dei suoi corpi era di Cargg, e che l'altro era Phase (da L.E.G.I.O.N.). Apparition e Phase si fusero nello stesso numero. | Intangibilità.                     |

### Abbozzati
| Personaggi                                               | Vero nome      | Pianeta natale | Note | Poteri |
| -------------------------------------------------------- | -------------- | -------------- | --- | --- |
| Chameleon                                                | Reep Daggle    | Durla          | Controparte post-revisione di Chameleon Boy. Si unì alla squadra in Legione dei Super-Eroi vol. 4 n. 62 (novembre 1994). | Mutaforma. |
| XS                                                       | Jenni Ognats   | Aarok          | Comparsa per la prima volta in Legionnaires n. 0 (ottobre 1994); nipote di Barry Allen e cugina di Bart Allen. Si unì alla squadra in Legione dei Super-Eroi vol. 4 n. 62 (novembre 1994). Nativa dello stesso universo della squadra post-Crisi infinita, come rivelato in Crisi finale: la Legione dei 3 mondi n. 3 (aprile 2009). Si unì alla squadra post-Crisi infinita in Crisi finale: la Legione dei 3 mondi n. 5 (luglio 2009). | Supervelocità. |
| Leviathan I                                              | Gim Allon      | Terra          | Controparte post-revisione di Colossal Boy. Si unì alla squadra in Legione dei Super-Eroi vol. 4 n. 62 (novembre 1994). Ucciso battendosi con Dr. Regulus in Legione dei Super-Eroi vol. 4 n. 83 (agosto 1996). | Abilità crescere fino a dimensioni gigantesche. |
| Kid Quantum I                                            | James Cullen   | Xanthu         | Si unì alla squadra in Legione dei Super-Eroi vol. 4 n. 62 (novembre 1994); ucciso nello stesso numero da Tangleweb. | Abilità di creare campi di stasi con l'ausilio di una cintura. |
| Invisible Kid                                            | Lyle Norg      | Terra          | Si unì alla squadra in Legione dei Super-Eroi vol. 4 n. 62 (novembre 1994). | Invisibilità ad occhio nudo. |
| Brainiac 5 (più avanti Brainiac 5.1)                     | Querl Dox      | Colu           | Si unì alla squadra in Legione dei Super-Eroi vol. 4 n. 63 (dicembre 1994). | Intelligenza di 12º livello. |
| Spark                                                    | Ayla Ranzz     | Winath         | Controparte Post-revisione di Lightning Lass/Light Lass. Si unì alla squadra in Legione dei Super-Eroi vol. 4 n. 64 (gennaio 1995). | Manipolazione dell'elettricità. Più avanti negazione della gravità, per riottenere poi i suoi poteri originali.                                                                                                   |
| Andromeda                                                | Laurel Gand    | Daxam          | Si unì alla squadra in Legione dei Super-Eroi vol. 4 n. 66 (marzo 1995). | Vedi Poteri e abilità di Superman, ma con la vulnerabilità al piombo invece che alla Kryptonite. Successivamente ottenne abilità di generazione di energia.                                                       |
| Violet (anche Shrinking Violet, LeViathan, Leviathan II) | Salu Digby     | Imsk           | Si unì alla squadra in Legione dei Super-Eroi vol. 4 n. 66 (marzo 1995). | Abilità di rimpicciolirsi a taglie microscopiche. Successivamente ottenne il potere di Leviatano di ingigantirsi.                                                                                                 |
| Kinetix                                                  | Zoe Saugin     | Aleph          | Comparsa per la prima volta e si unì alla squadra in Legione dei Super-Eroi vol. 4 n. 66 (marzo 1995). Uccisa da Superboy-Prime in Crisi finale: la Legione dei 3 mondi n. 4 (aprile 2009). | Abilità di controllare la struttura molecolare degli oggetti, permettendole di animarli e riformarli. Successivamente divenne una Terrorform via "hypertaxis", dopodiché i suoi poteri furono vagamente definiti. |
| Gates                                                    | Ti'julk Mr'asz | Vyrga          | Comparso per la prima volta in Legione dei Super-Eroi vol. 4 n. 66 (marzo 1995). Si unì alla squadra in Legione dei Super-Eroi vol. 4 n. 76 (gennaio 1996). Si unì alla squadra post-Crisi infinita in Crisi finale: la Legione dei 3 mondi n. 5 (luglio 2009). | Creazione di portali teletrasportanti. |
| Star Boy                                                 | Thom Kallor    | Xanthu         | Comparso per la prima volta in Legionnaires n. 0 (ottobre 1994). Rimpiazzò Kid Quantum I dopo la sua morte. Si unì alla squadra in Legione dei Super-Eroi vol. 4 n. 76 (gennaio 1996). | Abilità di incrementare la massa degli oggetti; per un breve periodo ebbe anche superforza, supervelocità, invulnerabilità, e vista folgorante.                                                                   |

### Post-bozza
| Personaggio       | Vero nome                  | Pianeta natale           | Note | Poteri |
| ----------------- | -------------------------- | ------------------------ | --- | --- |
| Element Lad       | Jan Arrah                  | Trom                     | Comparsa per la prima volta in Legione dei Super-Eroi vol. 4 n. 71 (agosto 1995). Si unì alla squadra in Legionnaires n. 37 (giugno 1996). Ucciso da Live Wire in Legion Lost vol. 1 n. 12 (aprile 2001). | Trasmutazione elementale. |
| Ultra Boy         | Jo Nah                     | Rimbor                   | Comparso per la prima volta in Legione dei Super-Eroi vol. 4 n. 64 (gennaio 1995). Si unì alla squadra in Legionnaires n. 37 (giugno 1996). | Superforza, supervelocità, volo, invulnerabilità, vista flash, e "penetra-visione" (tutti approssimativamente a livelli kryptoniani), ma ogni potere può essere utilizzato uno per volta. |
| Superboy          | Kon-El (alias Conner Kent) | Terra                    | Comparso per la prima volta in Adventures of Superman n. 500 (primi di giugno 1993). Divenne membro onorario in Legionnaires n. 31 (novembre 1995). La promozione alla carriera attiva prefigurò in JSA n. 51 (ottobre 2003), avvenne prima di The Legion n. 26 (primi di gennaio 2004). Si rivelò essere un clone ibrido di Superman e Lex Luthor in Teen Titans vol. 3 n. 1 (settembre 2003). Ucciso da Superboy-Prime in Crisi infinita n. 6 (maggio 2006). Resuscitò in Crisi finale: la Legione dei 3 mondi n. 4 (aprile 2009). | Vedi Poteri e abilità di Superman, telecinesi tattile. |
| M'Onel (ex Valor) | Lar Gand                   | Daxam                    | Controparte post-revisione di Mon-El. Comparso per la prima volta in Eclipso: Darkness Within n. 2 (ottobre 1992) Si unì alla squadra in Legionnaires n. 37 (giugno 1996). | Stessi poteri dei Kryptoniani, con vulnerabilità al piombo invece che alla Kryptonite; vedi Poteri e abilità di Superman.                                                                 |
| Magno             | Dyrk Magz                  | Braal                    | Comparso per la prima volta e si unì alla squadra in Legionnaires n. 43 (dicembre 1996). Depotenziato in Legionnaires n. 50 (luglio 1997); si unì allo staff di supporto in Legione dei Super-Eroi vol. 4 n. 100 (gennaio 1998). | Manipolazione del magnetismo; controllo e generazione di campi magnetici. |
| Umbra             | Tasmia Mallor              | Talok VIII               | Controparte post-revisione di Shadow Lass. Comparsa per la prima volta e si unì alla squadra in Legionnaires n. 43 (dicembre 1996). | Invocazione delle ombre. |
| Sensor            | Jeka Wynzorr               | Orando                   | Controparte post-revisione della Principessa Projectra/Sensor Girl. Comparve per la prima volta e si unì alla squadra in Legionnaires n. 43 (dicembre 1996). | Generazione di illusioni; telepatia. |
| Ferro             | Andrew Nolan               | Terra                    | Controparte post-revisione di Ferro Lad. Comparve per la prima volta in Adventures of Superman n. 540 (novembre 1996). Si unì alla squadra in Legione dei Super-Eroi vol. 4 n. 93 (giugno 1997). | Abilità di trasformare il suo corpo in ferro, cosa che gli fornì superforza e invulnerabilità.                                                                                            |
| Inferno           | "Sandy Anderson"           | Terra                    | Comparsa per la prima volta in Legione dei Super-Eroi vol. 4 n. 64 (gennaio 1995). | Generazione di calore e luce. |
| Monstress         | Candi Pyponte-Le Parc III  | Xanthu                   | Comparsa per la prima volta in Legione dei Super-Eroi vol. 4 n. 82 (luglio 1996). Adesione alla squadra prevista in Legionnaires n. 50 (luglio 1997), e avvenuta in Legionnaires n. 52 (settembre 1997). Uccisa da Element Lad in Legion Lost vol. 1 n. 11 (marzo 2001). | Superforza. |
| Karate Kid        | Val Armorr                 | Colonia Omega            | Comparsa per la prima volta in Legione dei Super-Eroi vol. 4 n. 64 (gennaio 1995). Si unì alla squadra in Legionnaires n. 60 (maggio 1998). | Maestria in tutte le arti marziali conosciute. |
| Kid Quantum II    | Jazmin Cullen              | Xanthu                   | Comparsa per la prima volta in Legione dei Super-Eroi vol. 4 n. 82 (luglio 1996). Si unì alla squadra in Legionnaires n. 60 (maggio 1998). | Abilità di creare campi di stasi. |
| Thunder           | CeCe Beck                  | Binderaan del 90º secolo | Comparsa per la prima volta in The Power of Shazam! Annual n. 1 (1996). Si unì alla squadra in Legione dei Super-Eroi vol. 4 n. 110 (dicembre 1998). | Superforza, saggezza, invulnerabilità, volo, velocità, e aumento della percezione mentale; poteri equivalenti a quelli di Capitan Marvel.                                                 |

### Post-Blight
| Personaggio         | Vero nome                                                                                                | Pianeta natale            | Note | Poteri                                                                              |
| ------------------- | --- | ------------------------- | --- | ----------------------------------------------------------------------------------- |
| Wildfire (ex ERG-1) | Drake Burroughs (entità composita dell'ex Randall "Atom'X" Burroughs e di Jahr-Drake "Blast-Off" Ningle) | Terra/Xanthu              | Entità composita comparsa per la prima volta in Legionnaires n. 76 (ottobre 1999). Si unì alla squadra in Legione dei Super-Eroi vol. 4 n. 125 (marzo 2000).                           | Manipolazione e scaricamento di energia, volo.                                      |
| Shikari             | Shikari Lonestar                                                                                         | Colonia migrante dei Kwai | Comparsa per la prima volta in Legion Lost n. 1 (maggio 2000). Si unì alla squadra in The Legion n. 3 (luglio 2002).                                                                   | Monitoraggio, abilità di generare armatura e artigli biologici, volo.               |
| Gear                | I.Z.O.R.                                                                                                 | Lisnar                    | Comparso per la prima volta in Legione dei Super-Eroi vol. 4 n. 117 (luglio 1999). Si unì alla squadra prima di The Legion n. 3 (febbraio 2002).                                       | Può interfacciarsi con e modificare computer e macchinari.                          |
| Timber Wolf         | Brin Londo                                                                                               | Rimbor                    | Si unì alla squadra in The Legion n. 13 (dicembre 2002). | Agilità e forza super umane, artigli e zanne, super-sensi, e guarigione accelerata. |
| Dreamer             | Nura Nal (cambiato legalmente da Nura Schnappin)                                                         | Naltor                    | Controparte post-revisione di Dream Girl. Comparve per la prima volta in Legione dei Super-Eroi vol. 4 n. 84 (settembre 1996). Si unì alla squadra in The Legion n. 23 (ottobre 2003). | Precognizione.                                                                      |
| Blok                | | Dryad                     | Adesione alla squadra prevista in una comparsa da un pannello in JSA n. 51 (ottobre 2003).                                                                                             | Forza e resistenza fisica super umane; assorbimento dell'energia.                   |

## Terza versione della Legione
Comparsa per la prima volta in Teen Titans/Legion Special (novembre 2004), questa versione della Legione è un enorme movimento giovanile con migliaia di membri. Il gruppo principale, tuttavia, è molto piccolo, limitato dal numero di anelli di volo disponibili e a loro donati. Si scoprì in Crisi finale: la Legione dei 3 mondi n. 5 (settembre 2009) che questa versione della squadra abita la Terra Prime, la casa del super criminale Superboy-Prime. I membri della squadra principale sono:

### Membri fondatori
| Personaggio   | Vero nome   | Pianeta natale | Note | Poteri                                                                   |
| ------------- | ----------- | -------------- | --- | ------------------------------------------------------------------------ |
| Cosmic Boy    | Rokk Krinn  | Braal          | Membro fondatore; si unì alla squadra prima di Teen Titans/Legion Special. Si unì ai Knights Tempus (del 41º secolo) in Supergirl and the Legion of Super-Heroes n. 30 (luglio 2007). | Manipolazione del magnetismo; controllo e generazione campi magnetici.   |
| Saturn Girl   | Imra Ardeen | Titan          | Membro fondatore; si unì alla squadra prima di Teen Titans/Legion Special. | Telepatia; abilità di leggere e controllare le menti.                    |
| Lightning Lad | Garth Ranzz | Winath         | Membro fondatore; si unì alla squadra prima di Teen Titans/Legion Special. | Manipolazione dell'elettricità; controllo e generazione campi elettrici. |

### Reclute
| Personaggio                        | Vero nome                                                       | Pianeta natale | Note | Poteri |
| ---------------------------------- | --------------------------------------------------------------- | -------------- | --- | --- |
| Triplicate Girl                    | Luornu Durgo                                                    | Cargg          | Si unì alla squadra prima di Teen Titans/Legion Special. | Abilità di dividersi in tre corpi. |
| Phantom Girl                       | Tinya Wazzo                                                     | Bzgtl          | Si unì alla squadra prima di Teen Titans/Legion Special. | Intangibilità. |
| Chameleon                          | Reep Daggle                                                     | Durla          | Versione androgina di Chameleon Boy. Si unì alla squadra prima di Teen Titans/Legion Special.                                                                                    | Mutaforma. |
| Micro Lad (alias Colossal Boy)     | Gim Allon                                                       | Terra          | Si unì alla squadra prima di Teen Titans/Legion Special. | Taglia gigantesca naturale; abilità di rimpicciolirsi a dimensioni umane. |
| Star Boy                           | Thom Kallor                                                     | Xanthu         | Si unì alla squadra prima di Teen Titans/Legion Special. | Abilità di incrementare la massa degli oggetti. |
| Brainiac 5                         | Querl Dox                                                       | Colu           | Si unì alla squadra prima di Teen Titans/Legion Special. | Intelligenza di 12º livello. |
| Sun Boy                            | Dirk Morgna                                                     | Terra          | Si unì alla squadra prima di Teen Titans/Legion Special. Ucciso da Superboy-Prime in Crisi finale: la Legione dei 3 mondi n. 3 (aprile 2009).                                    | Generazione di luce e calore. |
| Atom Girl (alias Shrinking Violet) | Salu Digby                                                      | Imsk           | Si unì alla squadra prima di Teen Titans/Legion Special. | Abilità di rimpicciolirsi a dimensioni microscopiche. |
| Ultra Boy                          | Jo Nah                                                          | Rimbor         | Si unì alla squadra prima di Teen Titans/Legion Special. | Superforza, super velocità, volo, invulnerabilità, vista flash, e "penetra-vision" (tutti quasi a livelli kryptoniani), ma ognuno di questi si può utilizzare uno per volta. |
| Element Lad                        | Jan Arrah                                                       | Trom           | Si unì alla squadra prima di Teen Titans/Legion Special. Ucciso da Superboy-Prime in Crisi finale: la Legione dei 3 mondi n. 4 (aprile 2009).                                    | Trasmutazione elementale. |
| Light Lass                         | Ayla Ranzz                                                      | Winath         | Si unì alla squadra prima di Teen Titans/Legion Special. | Negazione della gravità. |
| Dream Girl                         | Nura Nal                                                        | Naltor         | Si unì alla squadra prima di Teen Titans/Legion Special. Uccisa in Legione dei Super-Eroi vol. 5 n. 10 (novembre 2005) Resuscitata in Legione dei Super-Eroi n. 50 (marzo 2009). | Precognizione. |
| Karate Kid                         | Val Armorr                                                      | Terra          | Si unì alla squadra prima di Teen Titans/Legion Special. | Maestria in ogni arte marziale conosciuta. |
| Princess Projectra                 | Wilimena Morgana Daergina Annaxandra Projectra Velorya Vauxhall | Orando         | Si unì alla squadra prima di Teen Titans/Legion Special. | Generazione di illusioni. |
| Shadow Lass                        | Tasmia Mallor                                                   | Talok VIII     | Si unì alla squadra prima di Teen Titans/Legion Special. | Invocazione delle ombre. |
| Invisible Kid                      | Lyle Norg                                                       | Terra          | Si unì alla squadra in Teen Titans/Legion Special. | Invisibilità ad occhio nudo. |
| Timber Wolf                        | Brin Londo                                                      | Zoon           | Si unì alla squadra prima di Supergirl and the Legion of Super-Heroes n. 16 (maggio 2006).                                                                                       | Agilità e forza super umane. Successivamente ottenne artigli e zanne, super sensi, e guarigione accelerata.                                                                  |
| Supergirl                          | Kara Zor-El                                                     | Krypton        | Giunta sulla Terra del XXI secolo in Superman/Batman n. 8 (maggio 2004). Si unì alla squadra in Supergirl and the Legion of Super-Heroes n. 17 (giugno 2006).                    | Vedi Poteri e abilità di Superman. |
| Dream Boy                          | Rol Purtha                                                      | Naltor         | Comparso per la prima volta e unito alla squadra in Supergirl and the Legion of Super-Heroes n. 18 (luglio 2006).                                                                | Precognizione. |
| Mon-El                             | Lar Gand                                                        | Daxam          | Si unì alla squadra prima di Crisi finale: la Legione dei 3 mondi n. 1 (ottobre 2008).                                                                                           | Stessi poteri dei Kryptoniani, ma con vulnerabilità al piombo invece che alla Kryptonite; vedi Poteri e abilità di Superman.                                                 |
| Gazelle                            | Giselle Smith                                                   | Triton         | Comparsa per la prima volta in Legione dei Super-Eroi vol. 5 n. 37 (febbraio 2008). Si unì alla squadra in Legione dei Super-Eroi vol. 5 n. 48 (gennaio 2009).                   | Controllo cosciente del metabolismo. |

### Membri di riserva
| Personaggio | Vero nome      | Pianeta natale | Note | Poteri                                                  |
| ----------- | -------------- | -------------- | --- | ------------------------------------------------------- |
| Night Girl  | Lydda Jath     | Kathoon        | La versione pre-Crisicomparve per la prima volta in Adventure Comics n. 306 (marzo 1963). Si unì alla squadra in Legione dei Super-Eroi vol. 5 n. 48 (gennaio 2009). | Superforza quando non è sotto luce diretta.             |
| Sizzle      | Teela Spuunvll | Abaddonus      | Comparsa per la prima volta e unita alla squadra in Legione dei Super-Eroi vol. 5 n. 48 (gennaio 2009).                                                              | In grado di assorbire, alterare e redirigere l'energia. |
| Turtle      | Bogdan Tarka   | Doopa          | Comparso per la prima volta e unito alla squadra in Legione dei Super-Eroi vol. 5 n. 48 (gennaio 2009).                                                              | Resistenza estrema.                                     |

## Post-Crisi infinita (2007-presente)
Le conseguenze della Crisi infinita introdusse un'analogia molto vicina alla continuità della Legione pre-Crisi sulle Terre Infinite. Di conseguenza, virtualmente tutte le retcon e la continuità che seguirono dopo gli eventi di Legione dei Super-Eroi vol. 3 dal n. 16 al n. 18 e Annual n. 1, furono scartate.
Questa versione della Legione comparsa nella "Lightning Saga" in Justice League of America e Justice Society of America, e nella storia "Superman e la Legione dei Supereroi" in Action Comics (tardo dicembre 2007-maggio 2008). La lista di Legionari presenti in questa squadra include la maggior parte dei membri della squadra originale pre-Crisi e numerosi nuovi membri. Questa nuova squadra integrò dei cambiamenti ai membri precedenti, membri rimossi che ora non esistono più, e furono aggiunti nuovi membri.

### Membri fondatori
| Personaggio   | Vero nome   | Pianeta natale | Note | Poteri                                                                      |
| ------------- | ----------- | -------------- | --- | --------------------------------------------------------------------------- |
| Cosmic Boy    | Rokk Krinn  | Braal          | Comparso per la prima volta in Adventure Comics n. 247 (aprile 1958). Si rivelò essere un membro fondatore in Superboy n. 147 (maggio/giugno 1968). | Manipolazione del magnetismo; controllo e generazione di campi magnetici.   |
| Lightning Lad | Garth Ranzz | Winath         | Comparso per la prima volta (come "Lightning Boy") in Adventure Comics n. 247 (aprile 1958). Si rivelò essere un membro fondatore in Superboy n. 147 (maggio/giugno 1968). Ucciso in battaglia contro Zaryan il Conquistatore in Adventure Comics n. 304 (gennaio 1963). Resuscitato con la sua coscienza dopo la sua battaglia con Zaryan (a differenza della sua controparte della squadra originale, il cui corpo fu resuscitato con la mente di Proty). Non più in attività come visto in Legione dei Super-Eroi vol. 7 n. 5 (2012). | Manipolazione dell'elettricità; controllo e generazione di campi elettrici. |
| Saturn Girl   | Imra Ardeen | Titano         | Comparsa per la prima volta in Adventure Comics n. 247 (aprile 1958). Si rivelò essere un membro fondatore in Superboy n. 147 (maggio/giugno 1968). Non più in attività come visto in Legione dei Super-Eroi vol. 7 n. 5 (2012). | Telepatia; abilità di leggere e controllare le menti.                       |

### Membri della Silver Age
| Personaggio                                               | Vero nome                       | Pianeta natale | Note | Poteri |
| --------------------------------------------------------- | ------------------------------- | -------------- | --- | --- |
| Duplicate Damsel (ex Triplicate Girl e Duo Damsel)        | Luornu Durgo                    | Cargg          | Comparsa per la prima volta in Action Comics n. 276 (maggio 1961), già come membro. Si scoprì in Superboy n. 147 (maggio/giugno 1968) che fu il quarto membro della Legione. Uno dei suoi tre corpi fu ucciso da Computo in Adventure Comics n. 340 (gennaio 1966). Un altro dei suoi corpi assunse il nome di "Una", come visto in Countdown n. 41 (18 luglio 2007), e fu uccisa da ratti infetti dal virus di Mortecoccus in Countdown a Crisi Finale n. 5 (26 marzo 2008). Successivamente acquisì l'abilità di creare numerosi duplicati, come rivelato in Crisi finale: la Legione dei 3 mondi n. 5 (settembre 2009). A differenza della sua controparte originale, nessuno dei suoi tre corpi fu ucciso da Time Trapper. | Originalmente, l'abilità dividersi in tre corpi. Correntemente, l'abilità di creare numerosi duplicati.                                                                                                 |
| Phantom Girl                                              | Tinya Wazzo                     | Bgztl          | Comparsa per la prima volta in Action Comics n. 276 (maggio 1961), già come membro. Si scoprì in Superboy n. 147 (maggio/giugno 1968) che fu il quinto membro della Legione. A differenza della sua controparte originale, non fece mai parte della L.E.G.I.O.N. né assunse mai il nome in codice di Phase. | Intangibilità. |
| Superman (ex "Superboy" durante le visite nel XXX secolo) | Kal-El (alias Clark Kent)       | Krypton        | Comparso per la prima volta in Action Comics n. 1 (giugno 1938). Si unì alla squadra da ragazzo (come rivelato in Justice Society of America vol. 3 n. 5 (giugno 2007)). Utilizzò il nome "Superboy" quando visitò il tardo XXX secolo (come rivelato in Adventure Comics vol. 2 n. 1 (ottobre 2009) e illustrato in Superman: Secret Origin n. 2 (dicembre 2009)). | vedi Poteri e abilità di Superman. |
| Chameleon Boy                                             | Reep Daggle                     | Durla          | Comparso per la prima volta in Action Comics n. 267 (agosto 1960), già come membro. | Mutaforma. |
| Colossal Boy                                              | Gim Allon                       | Terra          | Comparso per la prima volta in Action Comics n. 267 (agosto 1960), già come membro. | Abilità di crescere fino a dimensioni gigantesche. |
| Invisible Kid                                             | Lyle Norg                       | Terra          | Comparso per la prima volta in Action Comics n. 267 (agosto 1960), già come membro. Ucciso da Validus in Superboy and the Legion of Super-Heroes n. 203 (luglio–agosto 1974). | Invisibilità ad occhio nudo. |
| Star Boy                                                  | Thom Kallor                     | Xanthu         | Comparso per la prima volta in Adventure Comics n. 282 (marzo 1961), già come membro. Si unì alla Justice Society of America (come "Starman") nel XXI secolo in Justice Society of America vol. 3 n. 1 (gennaio 2007). Si scoprì che era lo Starman di Kingdom Come in Justice Society of America vol. 3 n. 2 (febbraio 2007). | Abilità di incrementare la massa degli oggetti; abilità nel continuum spazio-temporale, come rivelato in Justice Society of America vol. 3 n. 20 (dicembre 2008).                                       |
| Brainiac 5                                                | Querl Dox                       | Colu           | Comparso per la prima volta e si unì alla squadra in Action Comics n. 276 (maggio 1961). | Intelligenza di 12º livello. |
| Supergirl                                                 | Kara Zor-El (a.k.a. Linda Lang) | Krypton        | Giunta sulla Terra del XXI secolo in Superman/Batman n. 8 (maggio 2004). La sua futura adesione con la squadra post-Crisi infinita fu prevista in Supergirl vol. 5 n. 52 (giugno 2010), e avvenne in Supergirl Annual vol. 5 n. 2 (2010). L'entrata nella squadra la mise nella storia delle storie della Silver Age della Legione, e non nella Legione corrente. Rimase uccisa tra la Silver Age e la Legione corrente, anche se il nome "Anti-Monitor" non fu esplicitamente menzionato. | Vedi Poteri e abilità di Superman. |
| Sun Boy                                                   | Dirk Morgna                     | Terra          | Comparso per la prima volta in Action Comics n. 276 (maggio 1961). Si unì alla squadra prima di Adventure Comics n. 290 (novembre 1961). A differenza della sua controparte originale, non fu mai ucciso da Circe. | Generazione di luce e calore. |
| Shrinking Violet                                          | Salu Digby                      | Imsk           | Comparsa per la prima volta in Action Comics n. 276 (maggio 1961). Si unì alla squadra prima di Adventure Comics n. 290 (novembre 1961). | Abilità di rimpicciolirsi a taglie microscopiche. |
| Bouncing Boy                                              | Chuck Taine                     | Terra          | Comparso per la prima volta in Action Comics n. 276 (maggio 1961). Si unì alla squadra prima di Adventure Comics n. 287 (aprile 1962). | Super-rimbalzo. |
| Ultra Boy                                                 | Jo Nah                          | Rimbor         | Comparso per la prima volta e unito alla squadra in Superboy n. 98 (luglio 1962). | Superforza, super velocità, volo, invulnerabilità, vista flash, e "penetra-visione" (tutti approssimativamente al livello kryptoniano), ma ognuno di questi poteri può essere utilizzato uno per volta. |
| Mon-El                                                    | Lar Gand                        | Daxam          | Inviato nella Zona Fantasma dal giovane Clark Kent in Action Comics Annual n. 10 (2007). Rilasciato dalla Zona Fantasma nel XXI secolo da Superman in Action Comics n. 874 e Superman n. 685 (aprile 2009). Si unì alla Polizia Scientifica del XXI secolo come Jonathan Kent in Superman n. 686 (maggio 2009). Si unì alla Justice League of America del XXI secolo in Justice League of America vol. 2 n. 41 (marzo 2010). Si unì alla Legione dopo aver passato 1000 anni nella Zona Fantasma, come descritto in Adventure Comics vol. 2 n. 11 (luglio 2010). A differenza della sua controparte originale, non fu mai ucciso da Time Trapper né retconnesso come Valor.                                                    | Stessi poteri dei Kryptoniani, ma con vulnerabilità al piombo invece che alla Kryptonite; vedi Poteri e abilità di Superman.                                                                            |
| Matter Eater Lad                                          | Tenzil Kem                      | Bismoll        | Comparve per la prima volta e si unì alla squadra in Adventure Comics n. 303 (dicembre 1962). | Può ingerire ogni sostanza. |
| Element Lad (ex Mystery Lad)                              | Jan Arrah                       | Trom           | Comparso per la prima volta e si unì alla squadra in Adventure Comics n. 307 (aprile 1963). | Trasmutazione elementale. |
| Lightning Lass (anche Light Lass)                         | Ayla Ranzz                      | Winath         | Comparsa per la prima volta e si unì alla squadra in Adventure Comics n. 308 (maggio 1963). | Manipolazione dell'elettricità; controllo e generazione di campi elettrici. Più avanti negazione della gravità, per riottenre poi i suoi poteri originali.                                              |
| Dream Girl                                                | Nura Nal                        | Naltor         | Comparsa per la prima volta e si unì alla squadra in Adventure Comics n. 317 (febbraio 1964). | Precognizione. |
| Ferro Lad                                                 | Andrew Nolan                    | Terra          | Comparso per la prima volta e si unì alla squadra in Adventure Comics n. 346 (luglio 1966). Morì distruggendo il Mangiatore di Soli in Adventure Comics n. 353 (febbraio 1967). | Abilità di trasformare il suo corpo in ferro, che gli permise di ottenere superforza e invulnerabilità.                                                                                                 |
| Karate Kid                                                | Val Armorr                      | Terra          | Comparso per la prima volta e si unì alla squadra in Adventure Comics n. 346 (luglio 1966). Ucciso in battaglia da Nemesis Kid in Legione dei Super-Eroi vol. 3 n. 4 (novembre 1984). Resuscitato durante gli "Anni del Mistero" e comparso per la prima volta come Trident in Justice League of America vol. 2 n. 3 (dicembre 2006). Rivelò di essere Karate Kid in Justice League of America vol. 2 n. 7 (maggio 2007). Morì a causa del virus Morticoccus in Countdown a Crisi Finale n. 7 (12 marzo 2008). | Maestria in tutte le arti marziali conosciute. |
| Sensor Girl (ex Principessa Projectra e Regina Projectra) | Projectra Wind'zzor             | Orando         | Comparso per la prima volta e si unì alla squadra in Adventure Comics n. 346 (luglio 1966). | Generazione di illusioni. Come Sensor Girl, controllo su tutti e cinque i sensi di sé e degli altri e una limitata super-vista.                                                                         |
| Shadow Lass                                               | Tasmia Mallor                   | Talok VIII     | La sua versione alternativa (nota come "Shadow Woman") comparve per la prima volta come un membro deceduto futuro in Adventure Comics n. 354 (marzo 1967). La sua versione canonica comparve per la prima volta in Adventure Comics n. 365 (febbraio 1968). Si unì alla squadra in Adventure Comics n. 366 (marzo 1968). | Invocazione di oscurità. |
| Chemical King                                             | Condo Arlik                     | Phlon          | Menzionato per la prima volta come membro futuro deceduto sulla copertina di Adventure Comics n. 354 (marzo 1967). Si unì alla squadra in Adventure Comics n. 372 (settembre 1968). Morì prevenendo la Settima Guerra Mondiale in Superboy and the Legion of Super-Heroes n. 228 (giugno 1977). | Controllo su tutti i tipi di reazioni chimiche. |
| Timber Wolf                                               | Brin Londo                      | Zoon           | Comparso per la prima volta (come "Lone Wolf") in Adventure Comics n. 327 (dicembre 1964). Si unì alla squadra in Adventure Comics n. 372 (settembre 1968). | Agilità e forza super umane. Successivamente ottenne zanne e artigli, super sensi, e guarigione accelerata.                                                                                             |

### Membri della "Bronze Age"
| Personaggio                    | Vero nome               | Pianeta natale          | Note | Poteri |
| ------------------------------ | ----------------------- | ----------------------- | --- | --- |
| Wildfire                       | Drake Burroughs         | Terra                   | Comparso per la prima volta (come "ERG-1") in Superboy n. 195 (giugno 1973). Si unì alla squadra in Superboy n. 202 (maggio/giugno 1974). | Emissione e manipolazione d'energia, volo. |
| Tyroc                          | Troy Stewart            | Terra (Isola di Marzal) | Comparso per la prima volta in Superboy n. 216 (aprile 1976). Si unì alla squadra in Superboy n. 218 (luglio 1976). | Poteri sonici che creano effetti inusuali. |
| Dawnstar                       |                         | Starhaven               | Comparsa per la prima volta in Superboy n. 226 (aprile 1977). Si unì alla squadra in Superboy n. 229 (luglio 1977). | Monitoraggio interstellare, volo, viaggio nello spazio senza ausilio esterno.                                                                            |
| Blok                           |                         | Dryad                   | Comparso per la prima volta come criminale in Superboy and the Legion of Super-Heroes n. 253 (luglio 1979). Si unì alla squadra in Legione dei Super-Eroi vol. 2 n. 272 (febbraio 1981). A differenza della sua controparte originale, non fu mai ucciso da Roxxas.                                                             | Forza e resistenza fisica super umana; assorbimento d'energia.                                                                                           |
| Invisible Kid                  | Jacques Foccart         | Terra                   | Comparso per la prima volta e unito alla squadra in Legione dei Super-Eroi vol. 2 Annual n. 1 (1982). | Invisibilità ad occhio nudo e alla maggior parte di forme di individuazione.                                                                             |
| Strega Nera (ex Strega Bianca) | Mysa Nal                | Naltor                  | Comparsa per la prima volta (come "La Megera") in Adventure Comics n. 350 (novembre 1966). Si unì alla squadra in Legione dei Super-Eroi vol. 2 n. 294 (dicembre 1982). Assorbì le abilità magiche di Mordru (di Nuova Terra) e di quelli dei maghi di Terra-247 in Crisi finale: la Legione dei 3 mondi n. 5 (settembre 2009). | Incantesimi. Al momento la strega più potente del 31º secolo.                                                                                            |
| Magnetic Kid                   | Pol Krinn               | Braal                   | Comparso per la prima volta in Adventure Comics n. 335 (agosto 1965). Si unì alla squadra in Legione dei Super-Eroi vol. 3 n. 14 (settembre 1985). Ucciso dall'Arci-Mago in Legione dei Super-Eroi vol. 3 n. 62 (luglio 1989).                                                                                                  | Manipolazione del magnetismo; abilità di generare e controllare i campi magnetici.                                                                       |
| Polar Boy                      | Brek Bannin             | Tharr                   | Comparso per la prima volta in Adventure Comics n. 306 (marzo 1963). Si unì alla squadra in Legione dei Super-Eroi vol. 3 n. 14 (settembre 1985). | Manipolazione del freddo; abilità di assorbire il calore e produrre il freddo.                                                                           |
| Quislet                        | (glifo impronunciabile) | Teall                   | Comparso per la prima volta e unito alla squadra in Legione dei Super-Eroi vol. 3 n. 14 (settembre 1985). | Essere energetico che possiede l'abilità di abitare e animare oggetti inanimati, che poi si disintegrando dopo che la coscienza di Quislet li abbandona. |
| Tellus                         | Ganglios                | Hyrakius                | Comparso per la prima volta in Legione dei Super-Eroi vol. 3 n. 9 (aprile 1985). Si unì alla squadra in Legione dei Super-Eroi vol. 3 n. 14 (settembre 1985). | Telepatia e telecinesi. |

### Membri post-Crisi infinita
| Personaggio    | Vero nome      | Pianeta natale   | Note | Poteri                                              |
| -------------- | -------------- | ---------------- | --- | --------------------------------------------------- |
| Night Girl     | Lydda Jath     | Kathoon          | La versione pre-Crisi comparve per la prima volta in Adventure Comics n. 306 (marzo 1963). Fu nominata come membro della Legione per la prima volta da Starman in Justice Society of America vol. 3 n. 6 (luglio 2007) e confermata in Action Comics n. 860 (febbraio 2008). | Superforza quando non si trova in luce diretta.     |
| Chameleon Girl | Yera Allon     | Durla            | La versione pre-Crisi comparve per la prima volta (impersonando Shrinking Violet) in Legione dei Super-Eroi vol. 2 n. 286 (aprile 1982). La sua vera forma e la sua identità vennero svelate in Legione dei Super-Eroi vol. 2 n. 305 (novembre 1983). Divenne membro della Legione in Action Comics n. 861 (marzo 2008). | Shapeshifting.                                      |
| Karate Kid II  | Myg            | Lythyl           | Si unì alla squadra come rimpiazzo per Val Armorr, come rivelato in Crisi finale: la Legione dei 3 mondi n. 1 (ottobre 2008), a differenza della sua controparte che non si unì alla squadra originale prima di Crisi sulle Terre Infinite. Ucciso da Radiation Roy in Crisi finale: la Legione dei 3 mondi n. 3 (aprile 2009). | Maestria in ogni forma di arte marziale conosciuta. |
| Lanterna Verde | Rond Vidar     | Terra            | La versione pre-Crisi comparve per la prima volta in Adventure Comics n. 349 (ottobre 1966); divenne membro onorario in Adventure Comics n. 360 (settembre 1967). Ultimo membro del Corpo delle Lanterne Verdi, come rivelato in Crisi finale: la Legione dei 3 mondi n. 2 (novembre 2008). Ucciso nello stesso numero da Superboy-Prime. | Possiede un anello del potere.                      |
| XS             | Jenni Ognats   | Aarok            | Comparsa per la prima volta in Legionnaires n. 0 (ottobre 1994); nipote di Barry Allen e cugina di Bart Allen. Nativa dello stesso universo della squadra post-Crisi infinita, come rivelato in Crisi finale: la Legione dei 3 mondi n. 3 (aprile 2009). Si unì alla squadra di Terra-247 in Legione dei Super-Eroi vol. 4 n. 62 (novembre 1994). Si unì alla squadra post-Crisi infinita in Crisi finale: la Legione dei 3 mondi n. 5 (settembre 2009). Post-Flashpoint non fu più classificata come membro della Legione. | Super velocità.                                     |
| Gates          | Ti'julk Mr'asz | Vyrga            | Comparso per la prima volta in Legione dei Super-Eroi vol. 4 n. 66 (marzo 1995). Si unì alla squadra di Terra-247 in Legione dei Super-Eroi vol. 4 n. 76 (gennaio 1996). Si unì alla squadra post-Crisi infinita in Crisi finale: la Legione dei 3 mondi n. 5 (settembre 2009). | Creazione di "portali" teleportanti.                |
| Earth Man      | Kirt Niedrigh  | Terra            | La versione pre-Crisi comparve per la prima volta (come "Absorbency Boy") in Superboy and the Legion of Super-Heroes n. 218 (luglio 1976). Si unì alla squadra in Legione dei Super-Eroi vol. 6 n. 2 (agosto 2010). Morì battendosi contro Adversary in Legione dei Super-Eroi vol. 6 n. 16 (ottobre 2011). | Superpotere di assorbimento e duplicazione.         |
| Comet Queen    | Grava          | Colonia di Extal | La versione pre-Crisi comparve per la prima volta in Legione dei Super-Eroi vol. 2 n. 304 (ottobre 1983) come studentessa dell'Accademia della Legione. Si unì alla squadra tra Legione dei Super-Eroi vol. 6 n. 16 (ottobre 2011) e Legione dei Super-Eroi vol. 7 n. 1 (novembre 2011). | Volo spaziale, estrusione di gas da cometa.         |
| Chemical Kid   | Hadru Jamik    | Phlon            | Comparso per la prima volta in Legione dei Super-Eroi vol. 6 n. 6 (dicembre 2010) come studente dell'Accademia della Legione. Si unì alla squadra tra Legione dei Super-Eroi vol. 6 n. 16 (ottobre 2011) e Legione dei Super-Eroi vol. 7 n. 1 (novembre 2011). | Può catalizzare le reazioni chimiche.               |
| Glorith II     | Glorith        | Sconosciuto      | Comparsa per la prima volta in Adventure Comics n. 523 (aprile 2011) come studentessa all'Accademia della Legione. Si unì alla squadra tra Legione dei Super-Eroi vol. 6 n. 16 (ottobre 2011) e Legione dei Super-Eroi vol. 7 n. 1 (novembre 2011). | Manipulation of mystical energies.                  |
| Dragonwing     | Marya Pai      | Terra            | Comparsa per la prima volta in Legione dei Super-Eroi vol. 6 n. 6 (dicembre 2010) come studentessa all'Accademia della Legione. Si unì alla squadra tra Legione dei Super-Eroi vol. 6 n. 16 (ottobre 2011) e Legione dei Super-Eroi vol. 7 n. 1 (novembre 2011). | Respiro infuocato e assorbimento degli acidi.       |
| Harmonia       | Harmonia Li    | Terra            | Comparsa per la prima volta in Legione dei Super-Eroi vol. 6 n. 1 (luglio 2010). Si unì alla squadra tra Legione dei Super-Eroi vol. 6 n. 16 (ottobre 2011) e Legione dei Super-Eroi vol. 7 n. 1 (novembre 2011). | Elementale.                                         |

Nota: Le riserva pre-Crisi Kid Psycho non è ancora stata confermata membro di questa versione della squadra, anche se un pannello nello sfondo della storia di rinforzo 'Leadership' in Legione dei Super-Eroi vol. 6 n. 6 (dicembre 2010), mostrò una statua a lui somigliante nella Sala degli Eroi, indicando che il suo destino potrebbe essere diverso da quello originariamente descritto.
Pete Ross, Lana Lang, e Jimmy Olsen non sono riserve né membri onorari.

## Personaggi correlati
- R. J. Brande
- Superman Composito
- Computo (intelligenza artificiale)
- Gigi Cusimano - capo della Polizia Scientifica durante la seconda metà del 30º secolo.
- Dark Circle
- Darkseid
- Dev-Em
- Dominatori
- Shvaughn Erin
- Fatal Five
- Glorith
- Dr. Gym'll
- Eroi di Lallor
- Impulso (Bart Allen)
- Laurel Kent
- Khunds
- Marla Latham, consulente adulto della Legione (comparve per la prima volta in Superboy n. 98)
- Lega dei Super Assassini
- L.E.G.I.O.N.
- Legione degli Eroi Sostituti
- Legione dei Superanimali
- Legione dei Supercriminali
- Leland McCauley
- Mordru
- Lori Morning
- Omega
- Power Boy
- Pulsar Stargrave
- Dr. Ryk'rr
- Roxxas
- Polizia Scientifica
- Time Trapper
- Gemelli Tornado
- Uncanny Amazers
- Universo
- Wanderers
- White Triangle
- Workforce